# Syllegomydas bueni
Syllegomydas bueni är en tvåvingeart som beskrevs av Arias 1914. Syllegomydas bueni ingår i släktet Syllegomydas och familjen Mydidae.
Artens utbredningsområde är Egypten. Inga underarter finns listade i Catalogue of Life.